# Rochejean
Rochejean là một xã trong vùng hành chính Franche-Comté, thuộc tỉnh Doubs, quận Pontarlier (quận), tổng Mouthe. Tọa độ địa lý của xã là 46° 44' vĩ độ bắc, 06° 17' kinh độ đông. Rochejean nằm trên độ cao trung bình là 917 mét trên mực nước biển, có điểm thấp nhất là 870 mét và điểm cao nhất là 1381 mét. Xã có diện tích 24.32 km², dân số vào thời điểm 2005 là 497 người; mật độ dân số là 20 người/km².

## Thông tin nhân khẩu
| 1962 | 1968 | 1975 | 1982 | 1990 | 1999 | 2005 |
| ---- | ---- | ---- | ---- | ---- | ---- | ---- |
| 260  | 261  | 246  | 286  | 389  | 430  | 497  |

## Địa điểm tham quan
Nhà thờ giáo khu Saint-Jean-Baptiste xuất phát từ thế kỉ thứ 15 và thế kỉ thứ 16.